# Тахікардія
Тахікарді́я (дав.-гр. ταχύς швидкий та καρδιά серце) — прискорене серцебиття.
Слід розрізняти тахікардію як патологічне явище, тобто збільшення ЧСС в спокої, та тахікардію як нормальне фізіологічне явище (збільшення ЧСС унаслідок фізичного навантаження, унаслідок хвилювання або страху).
Патологічна тахікардія шкідлива з декількох причин. По-перше, при частому серцебитті знижується ефективність роботи серця, оскільки шлуночки не встигають наповнитися кров'ю, унаслідок чого знижується артеріальний тиск і зменшується притік крові до органів. По-друге, гіршають умови кровопостачання самого серця, оскільки воно здійснює велику роботу в одиницю часу та потребує більше кисню, а погані умови кровопостачання серця збільшують ризик ішемічної хвороби та інфаркту.
Тахікардія — це не хвороба, а симптом, оскільки вона може виникати як прояв багатьох різних захворювань. Найчастішими причинами тахікардії є порушення вегетативної нервової системи, порушення ендокринної системи, порушення гемодинаміки та різні форми аритмії.

## Діагностика
Верхній поріг нормального пульсу людини в спокої залежить від віку. Граничні значення тахікардії в різних вікових групах досить добре стандартизовані; Типові обмеження перераховані нижче:
- 1–2 дні: тахікардія >159 ударів на хвилину (уд/хв)
- 3–6 день: тахікардія >166 уд/хв
- 1–3 тижні: тахікардія >182 уд/хв
- 1–2 місяці: тахікардія >179 уд/хв
- 3–5 місяців: тахікардія >186 уд/хв
- 6–11 місяців: тахікардія >169 уд/хв
- 1–2 роки: тахікардія >151 уд/хв
- 3–4 роки: тахікардія >137 уд/хв
- 5–7 років: тахікардія >133 уд/хв
- 8–11 років: тахікардія >130 уд/хв
- 12–15 років: тахікардія >119 уд/хв
- >15 років — дорослий: тахікардія >100 ударів на хвилину

Частоту серцевих скорочень розглядають у контексті клінічної картини. Коли серце б'ється надмірно або прискорено, воно працює менш ефективно та забезпечує менший приплив крові до решти тіла, включно з самим серцем. Збільшення частоти серцевих скорочень також призводить до збільшення роботи та потреби серця в кисні, що може призвести до ішемії, пов'язаної зі зміною частоти серцевих скорочень.